# カルダス・ダ・ライーニャ
座標: 北緯39度24分 西経09度08分 / 北緯39.400度 西経9.133度
カルダス・ダ・ライーニャ（ポルトガル語: Caldas da Rainha [ˈkaldɐʒ ðɐ ʁɐˈiɲɐ] ( 音声ファイル)）は、ポルトガルの都市。『王妃の温泉』または『王妃の鉱泉』という意味である。広域自治体も同名のカルダス・ダ・ライーニャである。市のみで人口25,316人。温泉と陶器産地として知られている。

## 地理
カルダス・ダ・ライーニャは首都リスボンの北およそ82キロにある。広域自治体は大西洋と接するが、市は海から10キロ内陸にある。広域自治体は、北をアルコバーサ、東をリウ・マイヨール、南をボンバラル、カダヴァル、オビドゥシュと接する。

### 教区
カラダス・ダ・ライーニャは16の教区からなる :
| 教区                           | 人口 (定住者) (2001年調査) | 地域 (合計) (平方キロメートル) |
| ------------------------------ | -------------------------- | ------------------------------ |
| ア・ドス・フランコス           | 1,797                      | 19.78                          |
| アルヴォルニーニャ             | 3,123                      | 37.62                          |
| カルヴァリャル・ベンフェイトゥ | 1,339                      | 14.08                          |
| コト                           | 1,135                      | 5.50                           |
| フォス・ドゥ・アレーリョ       | 1,223                      | 9.95                           |
| ランダル                       | 1,144                      | 9.94                           |
| ナダドーロ                     | 1,422                      | 9.22                           |
| ノサ・セニョーラ・ドゥ・ポプル | 14,453                     | 12.30                          |
| サリール・ディ・マトゥシュ     | 2,428                      | 24.29                          |
| サリール・ドゥ・ポルトゥ       | 770                        | 9.91                           |
| サンタ・カタリーナ             | 3,282                      | 19.94                          |
| サント・オノフリ               | 10,775                     | 9.11                           |
| サン・グレゴーリオ             | 907                        | 14.42                          |
| セーラ・ドゥ・ボーロ           | 720                        | 17.98                          |
| トゥルナーダ                   | 3,150                      | 19.82                          |
| ヴィダイシュ                   | 1,178                      | 22.21                          |

## 歴史

### 創設
カルダス・ダ・ライーニャは、ポルトガル王妃レオノール・デ・ヴィゼウによって創られた。1484年のある日、オビドスからバターリャへ旅行中であったレオノールは、道のそばにある異臭のする水に入浴する農民の一団と出会った。この変わった行動について尋ねようとレオノールは足を止め、農民らは水に病を癒す力があることを話して聞かせた。王妃は自身で水につかってみることにした。彼女は、患っていた痛みからすぐに解放されたのがわかって喜んだ。この地に、王妃は自分が感じたような癒しを誰もが体験できるよう、温泉病院を建てるよう命じた。1485年の内に建設が始められた。最初の患者は1488年に入ることが許されたが、1496年か1497年頃まで建設は続いた。王妃の温泉周辺の定住地が拡大し、やがては温泉と同名のカルダス・ダ・ライーニャと名乗るようになった。
1511年に公式にカルダス・ダ・ライーニャは町となった。市に格上げされたのは1927年である。

### 20世紀
20世紀初頭、カルダス・ダ・ライーニャは芸術と文化の盛んな土地となった。第二次世界大戦中、ナチス・ドイツから逃れたユダヤ人難民ら数百人がこの地にやってきたためである。

## 経済
広域自治体内では、第一次産業（農業）に従事しているのは3.9％、第二次産業（製造業）が20.9％、第三次産業（サービス業）が75.3％である。2001年調査では、人口の49％が職に就いており、6.5％が求職中である（他は未成年か、年金生活者などである）。

## 文化

### 陶器
カルダス・ダ・ライーニャは上薬をかけた陶磁器ロウサ・ダス・カルダス（louça das Caldas）の産地として知られる。19世紀終わり頃、陶磁器産業がこの地に導入され、市をポルトガルの陶磁器の中心地へ変えた。粘土質の土が豊富であることから、古代にはこの地域に土器の生産が始められていたとされる。近隣の村ボンバーラルの名は、翻訳すると良質の採泥場という意味となり、古代から製陶の伝統があったことをうかがわせる。典型的なカルダスの製陶業は20世紀初頭に大きな流行のせいで進化したが、主な種類は今も変わらず同じである。

#### 主な種類

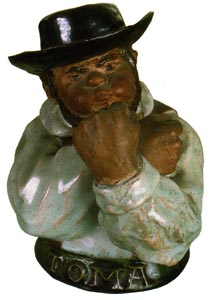
陶器製のセ・ポヴィーニョ

カルダス・ダ・ライーニャ陶器は2つの種類に分けられる。日常使いの平皿、ボウル、マグカップ、蓋付きスープ皿などである。純粋な装飾用陶器として、戯画像がある。日常使いの陶器すら常に装飾用途にされる。人気のある型の一つに、芸術家ラファエル・ボルダロ・ピニェイロが創作したキャベツをかたどったスープ皿がある。これは実際に使用せず、シェルフに飾ったりするのが主である。
最も人気のある装飾用像の一つは、ピニェイロが創作したキャラクター、セ・ポヴィーニョ（ひげ面の農夫像）である。これはポルトガルおよびポルトガル人の象徴となっており、反抗的なポーズやおどけたポーズをとっている。
陶磁器は商店や、市場で購入可能である。ポルトガル国外へも輸出されている。

### 食
カヴァカス・ダス・カルダス（Cavacas das Caldas）は、小さなボウルの大きさの、小麦粉と卵でできた貝型の菓子で、砕いた砂糖で覆われている。一回りほど小さな菓子は、ベイジニョス・ダス・カルダス（Beijinhos das Caldas、ベイジニョはキスのこと）と呼ばれる。2005年6月、市庁舎の正面にある4月25日広場で、26メートルのピラミッド大のカヴァカスが作られた。

## 観光

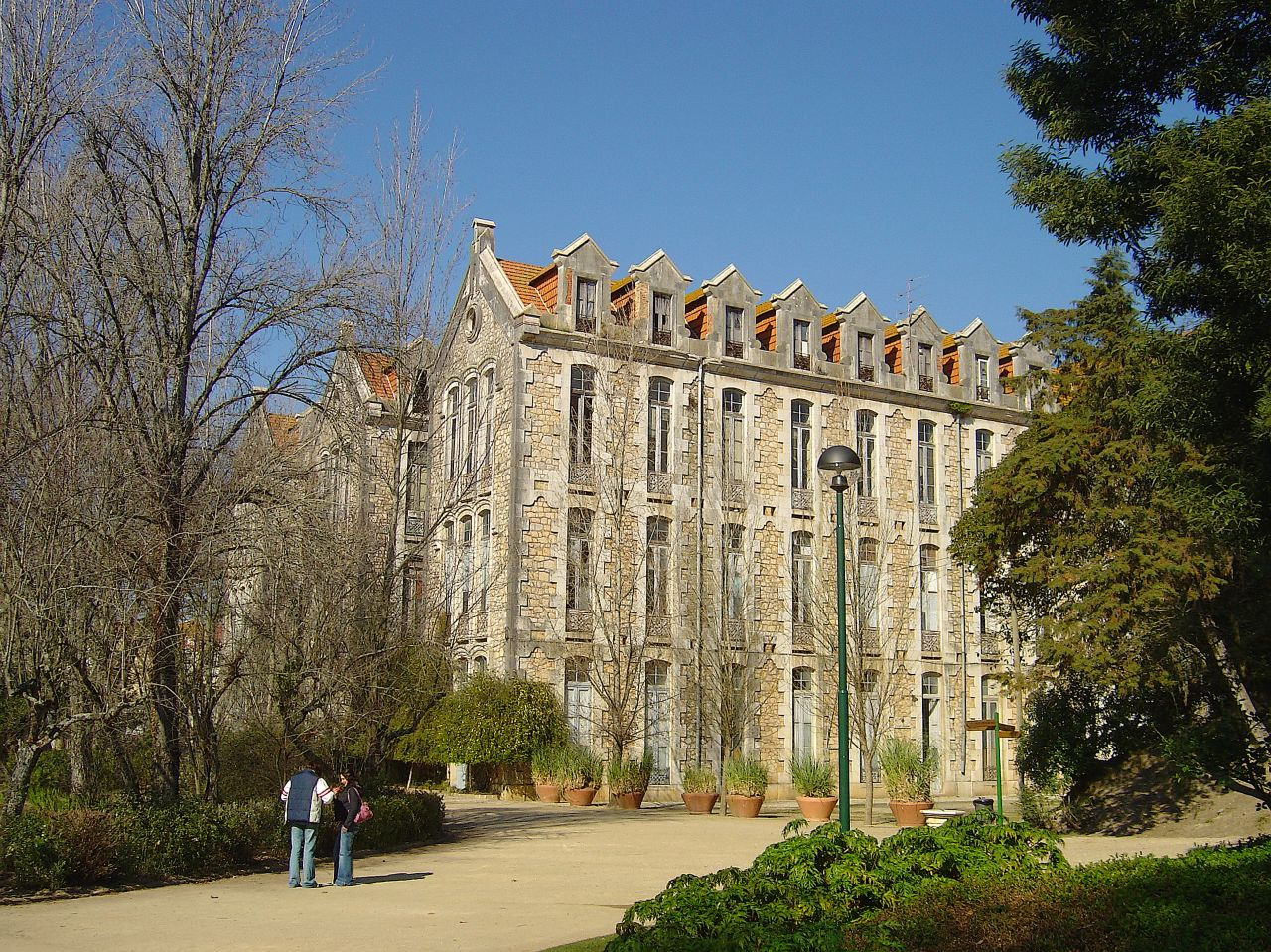
ドン・カルルシュ1世広場

### 水浴
- フォス・ドゥ・アレーリュ（pt:Foz do Arelho） - 市中心部から10キロほどの、大西洋岸の砂浜がある
- ラゴーア・ディ・オビドゥシュ（pt:Lagoa de Óbidos） - オビドスとの境付近にある潟
- サリール・ドゥ・ポルトゥ（pt:Salir do Porto） - 大西洋岸の砂浜がある

### 教会
- サン・セバスティアン礼拝堂 - 共和国広場に近接した、16世紀の礼拝堂
- ノッサ・セニョーラ・ド・ポープロ教会 - 温泉病院近くのゴシック教会。レオノール・デ・ヴィゼウの命で1500年頃建てられた。
- ノッサ・セニョーラ・ダ・コンセイサォン教会 - 4月25日広場にある20世紀の教会

### 美術館
- サン・ラファエル美術館 - 陶器
- アントニオ・ドゥアルテ美術館 - 彫刻
- ジョアン・フラゴソ美術館 - 彫刻
- 陶器博物館（en:Museu de Cerâmica）
- ホスピタル・エ・ダス・カルダス美術館 - 温泉病院関連の美術館
- ジョゼ・マリョア美術館（Museu José Malhoa） - ドン・カルルシュ1世広場にある美術館。カルダス・ダ・ライーニャ出身の画家ジョゼ・マリョア(1855–1933)などの作品が収蔵されている。

### 公演と広場
- ドン・カルルシュ1世広場 - 中心部の広い広場。公園内にはジョゼ・マリョア美術館がある。ドーナツ型の池には小島があり、観光客用に貸しボートもある。
- 共和国広場 - 中心部の公共の広場。果物広場という通称を持ち、毎日近隣の農家が農産品を売る市場が開かれる。広場の周りは商店や銀行などの建物が囲んでいる。

## 交通
バス・ステーションが市中央にある。ポルトガル鉄道の駅があり、南のリスボン、北のフィゲイラ・ダ・フォスとコインブラとを結ぶ。レイリア、リスボン方面とつなぐ高速道路A8、サンタレンとをつなぐ高速道路A15が通る。

## 姉妹都市
- カンボ＝レ＝バン, フランス
- コリアおよびバダホス, スペイン
- ディナン, ベルギー
- ウアンボ, アンゴラ
- ル・ランシー, フランス
- ルバンゴ アンゴラ
- パース・アンボーイ, ニュージャージー州, アメリカ合衆国
- ポソス・デ・カルダス, ミナス・ジェライス州, ブラジル
- リベイラ・グランデ, カーボ・ヴェルデ

## スポーツ
- カルダス S.C.（Caldas Sport Clube） - プロサッカークラブ

闘牛のシーズンに会場として使用される闘牛場プラサ・デ・トウロスがある。
ポルトガル・バドミントン協会本部が置かれている。

### 公式サイト
- Portal Caldas da Rainha, by the Câmara Municipal de Caldas da Rainha - the municipal government's Web site （ポルトガル語）

### 地図
- Borders of the freguesias (Câmara Municipal)
- TOMA bus routes and stops at Google Maps

### その他外部リンク
- Associação Regional Caldense - Portuguese / American Social Organization （ポルトガル語） and （英語）
- Caldas da Rainha photo gallery by Dias dos Reis
- Caldas da Rainha - a photoset on flickr
- Caldas Sport Clube （ポルトガル語）
- Paúl de Tornada | Ramsar

## 参照
1. ↑  UMA POPULAÇÃO QUE SE URBANIZA, Uma avaliação recente - Cidades, 2004 Nuno Pires Soares, Instituto Geográfico Português (Geographic Institute of Portugal)
2. ↑  Nossa Senhora do Pópulo and Santo Onofre are urban freguesias and form the city of Caldas da Rainha; the other fourteen freguesias form the rural part of the municipality and do not belong to the city. Some sources, including the Instituto Nacional de Estatística, count part or all of Tornada as being part of the city, due to its increasingly urban nature.
3. ↑  The two freguesias which comprise the city are officially designated by the INE as Caldas da Rainha (N Senhora do Pópulo) and Caldas da Rainha (Santo Onofre). N Senhora do Pópulo is listed by this organization between Alvorninha and Carvalhal Benfeito, as if its name were simply Caldas da Rainha. Santo Onofre is last in the INE's list of Caldas's freguesias, because it was the most recent created, and the INE must not have wanted to upset the numeration of the freguesias.
4. ↑  "Caldas da Rainha e os refugiados da II Grande Guerra" from Gazeta da Caldas
5. ↑  "Pirâmide com 48900 cavacas das Caldas", Jornal Oeste Online, 2005年6月17日
6. ↑  Federação Portuguesa de Badminton